# Pareuchiloglanis longicauda
Pareuchiloglanis longicauda är en fiskart som först beskrevs av Yue, 1981.  Pareuchiloglanis longicauda ingår i släktet Pareuchiloglanis och familjen Sisoridae. IUCN kategoriserar arten globalt som livskraftig. Inga underarter finns listade i Catalogue of Life.